# Ketocarbonzuur

Structuurformules van alfa-, bèta- en gamma-ketocarbonzuren, met aanduiding van de relatieve posities van beide functionele groepen.

De ketocarbonzuren (kortweg ketozuren genoemd) vormen een stofklasse in de organische chemie en omvatten die verbinding die in hun structuur zowel een ketonfunctie als een carboxylgroep dragen. 

## Indeling
De ketocarbonzuren worden ingedeeld in 3 grote klassen, naargelang de relatieve posities van beide functionele groepen ten opzichte van elkaar in de koolstofketen:
- Alfa-ketocarbonzuren bezitten een carbonylgroep vlak naast de carboxylgroep. Voorbeeldverbindingen zijn pyrodruivenzuur en oxaalazijnzuur.
- Bèta-ketocarbonzuren, zoals acetoazijnzuur, bezitten een carbonylgroep op het tweede koolstofatoom naast de carboxylgroep.
- Gamma-ketocarbonzuren, zoals levulinezuur, bezitten een carbonylgroep op het derde koolstofatoom naast de carboxylgroep.

Aminozuren kunnen getransamineerd worden tot alfa-ketocarbonzuren. Deze zijn onder meer van belang in de biologie en biochemie, omdat zij intermediairen zijn in de citroenzuurcyclus en de glycolyse. Verder worden zij gebruikt als energiebron voor onder meer levercellen.